# Cynorta nigrotuberosa
Cynorta nigrotuberosa is een hooiwagen uit de familie Cosmetidae.